# Pilocrocis erebusalis
Pilocrocis erebusalis là một loài bướm đêm trong họ Crambidae.